# Nado sincronizado no Campeonato Mundial de Esportes Aquáticos de 2015 - Rotina livre equipes
A rotina livre equipes do nado sincronizado no Campeonato Mundial de Esportes Aquáticos de 2015 foi realizada entre os dias  25 de julho e 27 de julho em Cazã na Rússia. 

## Calendário
| Fase          | Data        |
| ------------- | ----------- |
| Eliminatórias | 25 de julho |
| Final         | 27 de julho |

## Medalhistas
| Ouro | Prata | Bronze |
| Rússia · Vlada Chigireva · Svetlana Kolesnichenko · Alexandra Patskevich · Elena Prokofyeva · Alla Shishkina · Maria Shurochkina · Angelika Timanina · Gelena Topilina · Liliia Nizamova (reserva) · Darina Valitova (reserva) | China · Gu Xiao · Guo Li · Li Xiaolu · Liang Xinping · Sun Wenyan · Tang Mengni · Yin Chengxin · Zeng Zhen · Huang Xuechen (reserva) · Xiao Yanning (reserva) | Japão · Aika Hakoyama · Aiko Hayashi · Yukiko Inui · Kei Marumo · Risako Mitsui · Kanami Nakamaki · Mai Nakamura · Kurumi Yoshida · Kano Omata (reserva) · Asuka Tasaki (reserva) |

## Resultados
| Pos.              | Nacionalidade  | Eliminatória | Eliminatória | Final   | Final |
| Pos.              | Nacionalidade  | Pontos       | Pos.         | Pontos  | Pos.  |
| ----------------- | -------------- | ------------ | ------------ | ------- | ----- |
| Medalha de ouro   | Rússia         | 97.6333      | 1            | 98.4667 | 1     |
| Medalha de prata  | China          | 95.5000      | 2            | 96.1333 | 2     |
| Medalha de bronze | Japão          | 93.7000      | 3            | 93.9000 | 3     |
| 4                 | Ucrânia        | 92.7333      | 4            | 93.7000 | 4     |
| 5                 | Espanha        | 91.9000      | 5            | 92.4667 | 5     |
| 6                 | Itália         | 90.7667      | 6            | 91.4667 | 6     |
| 7                 | Canadá         | 89.8000      | 7            | 90.0000 | 7     |
| 8                 | México         | 87.5000      | 8            | 87.6333 | 8     |
| 9                 | França         | 86.5667      | 9            | 87.3333 | 9     |
| 10                | Grécia         | 85.5667      | 10           | 85.8333 | 10    |
| 11                | Brasil         | 85.3333      | 11           | 85.2667 | 11    |
| 12                | Estados Unidos | 84.6333      | 12           | 84.5667 | 12    |
| 13                | Bielorrússia   | 81.6000      | 13           |         |       |
| 14                | Suíça          | 79.6667      | 14           |         |       |
| 15                | Egito          | 77.7000      | 15           |         |       |
| 16                | Austrália      | 75.1000      | 16           |         |       |
| 17                | Nova Zelândia  | 72.5667      | 17           |         |       |
| 18                | Venezuela      | 72.2333      | 18           |         |       |
| 19                | Costa Rica     | 71.8000      | 19           |         |       |
| 20                | Macau          | 70.0000      | 20           |         |       |
| 21                | Hong Kong      | 67.0667      | 21           |         |       |